# Maren Seidler
Maren Elizabeth Seidler (ur. 11 czerwca 1951 w Brooklynie, w Nowym Jorku) – amerykańska lekkoatletka, specjalistka pchnięcia kulą, wicemistrzyni igrzysk panamerykańskich, trzykrotna olimpijka.

## Kariera sportowa
Zajęła 4. miejsce w pchnięciu kulą na igrzyskach panamerykańskich w 1967 w Winnipeg oraz 11. miejsce w tej konkurencji na igrzyskach olimpijskich w 1968 w Meksyku.
Na kolejnych igrzyskach olimpijskich w 1972 w Monachium odpadła w kwalifikacjach. Zwyciężyła na igrzyskach Konferencji Pacyfiku w 1973 w Toronto. Zajęła 5. miejsce na igrzyskach panamerykańskich w 1975 w Meksyku oraz 12. miejsce na igrzyskach olimpijskich w 1976 w Montrealu.
Zajęła 3. miejsce  w zawodach pucharu świata w 1977 w Düsseldorfie. Zdobyła srebrny medal na igrzyskach panamerykańskich w 1979 w San Juan, przegrywając jedynie z Kubanką Maríą Eleną Sarríą, a wyprzedzając Carmen Ionesco z Kanady. Zajęła 4. miejsce w zawodach pucharu świata w 1979 w Montrealu. Nie wzięła udziału w igrzyskach olimpijskich w 1980 w Moskwie z powodu bojkotu tych igrzysk przez Stany Zjednoczone.
Seidler była mistrzynią Stanów Zjednoczonych w pchnięciu kulą w latach 1967, 1968 i 1972–1980, a także halową mistrzynią USA w 1968, 1969, 1972, 1974, 1977, 1978 i 1980.
Dziesięć razy z rzędu ustanawiała rekord Stanów Zjednoczonych w pchnięciu kulą od wyniku 16,72 m, osiągniętego 4 maja 1974 w San Jose (poprawiła tym samym o 3 cm rekord Earlene Brown z 1960) do rezultatu 19,09 m, uzyskanego 16 czerwca 1979 w Walnut (rekord ten poprawiła Ramona Pagel w 1985).
Maren Seidler wystąpiła w 1982 w filmie Życiowy rekord (Personal Best).